# Bairrada
Bairrada é uma sub-região natural situada na província da Beira Litoral e região do Centro (Região das Beiras) de Portugal, que compreende integralmente os concelhos de Anadia, Mealhada, Oliveira do Bairro, a maioria do concelho de Cantanhede, Águeda (parte meridional deste município), bem como algumas freguesias dos concelhos de Vagos, de Coimbra e ainda a freguesia de Nariz, já no município de Aveiro. 
Caracteriza-se essencialmente pela forte produção vitivinícola, sob a denominação Bairrada (DOC), Denominação de Origem Controlada e sendo também considerada Região Demarcada {espumante}, bem como pelo afamado leitão assado à Bairrada e troncos do Buçaco (doces).
Todas as sedes de concelho acima mencionadas possuem a categoria de cidade e ficam no distrito de Aveiro, excepto Cantanhede e Coimbra, que fazem parte do distrito de Coimbra.

## Produção vitivinícola
A produção de vinho espumante na Bairrada comemorou cento e vinte e cinco anos no ano de 2015. Nesse ano venderam-se cerca de dois milhões de garrafas deste espumante, correspondendo a um aumento de 25% em relação ao ano anterior.
Dois terços dos vinhos espumantes nacionais são produzidos na Bairrada.

## Turismo/Termas
- Curia (Termas; Jardim (Parque) (Tamengos, Anadia)
- Termas de Vale da Mó (Anadia)
- Luso (Termas, Aguas do Luso
- Buçaco (Floresta; Serra, Cruz Alta) (Mealhada).

## Cidades Principais da Bairrada
- Anadia, que é a capital desta Região Vinícola (freguesia urbana: União das Freguesias de Arcos e Mogofores)
- Mealhada
- Cantanhede
- Oliveira do Bairro

Exclui-se a cidade de Águeda, geralmente não considerada na Bairrada, devido à proximidade do Vale do Vouga e à Conurbação de Aveiro.

## Vilas Principais
Sangalhos (Anadia), Pampilhosa, Luso (Mealhada), Febres, Oiã (Oliveira do Bairro).

## Estações de Comboio principais da Bairrada
- Linha do Norte — Pampilhosa–Mealhada–Oliveira do Bairro–Oiã–Mogofores (Anadia)–Paraimo/Sangalhos–Curia (Anadia).
- Linha da Beira Alta — Pampilhosa–Luso/Buçaco.
- Ramal da Figueira — Pampilhosa–Cantanhede.

## Rio(s)/Lagoa(s)
- Rio Cértima ou Cértoma
- Pateira de Fermentelos
- Lagoa de Tocha
- Pateira de Mira.

## Serras
- Caramulo
- Buçaco {ambas as encostas ocidentais ficam em Terras de Bairrada}